# Carlotta Carozzi Zucchi
Carlotta Carozzi Zucchi (Roma, 1831 - Roma, 25 de desembre de 1898) fou una soprano italiana.
Va actuar en els teatres més prestigiosos d'Itàlia, incloent La Scala. En la temporada 1864-1865 va cantar als Estats Units en companyia de Max Maretseka, obtenint una crítica entusiasta al New York Times com a Leonora en l'òpera de Giuseppe Verdi Il Trovatore. El 24 de febrer de 1865 va cantar en l'estrena a Nova York d'una altra òpera de Verdi, La forza del destino.
De tornada a Itàlia, va ensenyar a Florència, i entre els seus alumnes hi va haver Medea Figner.